# Tzvi Hirsh Kalisher
Tzvi Hirsh Kalisher est un rabbin galicien du XIXe siècle  (Lissa, 24 mars 1795 - Thorn, 16 octobre 1874). Il est l’une des premières figures religieuses du judaïsme européen à prôner l’installation en terre d’Israël dans une perspective théologique. Ses idées en font l’un des précurseurs du mouvement des Amants de Sion et plus indirectement du sionisme de Theodor Herzl.

## Éléments biographiques
Né à Lissa en Prusse-Méridionale en 1795, Tzvi Hirsch Kalischer étudie le Talmud et la Kabbale auprès d’Akiva Eiger et Jacob de Lissa, acquérant en parallèle une solide culture philosophique, depuis les philosophes juifs du Moyen Âge et jusqu’aux modernes, pouvant citer Descartes, Spinoza, Mendelssohn ou Kant. Destiné au rabbinat, il quitte Lissa après son mariage et s’établit à Toruń où il semble avoir fait souche. Il remplit la fonction de Rabbinatsverweser (« rabbin locum tenens ») durant quarante ans à titre purement gracieux, percevant sa maigre subsistance du petit commerce tenu par sa femme.
Fermement opposé au mouvement pour la réforme du judaïsme, il est l’un des premiers à affirmer que la rédemption des Juifs peut se produire naturellement, par leur retour en terre d’Israël. Dans son livre Drishat Zion (La quête de Sion), publié en 1862, le rabbin Kalisher propose la fondation d'une société de constructions urbaines et agricoles afin d'exploiter les vignes de la terre d’Israël, et prévoit même l'idée d'une garde d'auto-défense juive. Ses idées touchent Moses Hess, quand ce dernier crée la Société pour l'installation en Terre d'Israël, qui est en outre la première association des Amants de Sion installée en Allemagne. Le rabbin Kalisher use de son influence auprès de la société « Kol Israël Havérim » (l'Alliance israélite universelle) pour promouvoir le développement agricole en Terre d'Israël, et la fondation du l’école Mikvé-Israël.
Il meurt en 1874.
Le kibboutz Tirat-Zvi, installé dans la vallée de Beït-Shéan, porte aujourd'hui son nom.